# Queen: The Singles Collection Volume 4
Queen: The Singles Collection Volume 4 is een compilatiealbum van de Britse rockband Queen, uitgebracht in 2010. Hierop staat de vierde en laatste serie van 13 singles die zijn uitgebracht in Engeland.

## Tracklist
Disc 1
1. "The Miracle"
2. "Stone Cold Crazy"

Disc 2
1. "Innuendo"
2. "Bijou"

Disc 3
1. "I'm Going Slightly Mad"
2. "The Hitman"

Disc 4
1. "Headlong" (Singleversie)
2. "All God's People"

Disc 5
1. "The Show Must Go On"
2. "Queen Talks"

Disc 6
1. "Bohemian Rhapsody"
2. "These Are the Days of Our Lives"

Disc 7
1. "Heaven For Everyone" (Singleversie)
2. "It's a Beautiful Day" (Singleversie)

Disc 8
1. "A Winter's Tale"
2. "Rock in Rio Blues" (UK Singleversie)

Disc 9
1. "Too Much Love Will Kill You"
2. "I Was Born to Love You"

Disc 10
1. "Let Me Live"
2. "We Will Rock You" (live)
3. "We Are the Champions" (live)

Disc 11
1. "You Don't Fool Me" (Bewerking)
2. "You Don't Fool Me" (Albumversie)

Disc 12
1. "No-One But You (Only the Good Die Young)"
2. "We Will Rock You" (Rick Rubin 'Ruined' Remix)
3. "Gimme the Prize" (Instrumentale remix voor 'The eYe')

Disc 13
1. "Under Pressure" (Rah Mix)
2. "Under Pressure" (Mike Spencer Remix)
3. "Under Pressure" (Live in Knebworth)